# Obwód Dobricz
Obwód Dobricz (bułg. Област Добрич) – jedna z 28 jednostek administracyjnych Bułgarii. Położona w północno-wschodniej części kraju, nad Morzem Czarnym. Graniczy z Rumunią oraz obwodami: Silistra, Szumen i Warna.

## Skład etniczny
W obwodzie żyje 215 217	ludzi, z tego 164 204 Bułgarów (76,29%), 28 231 Turków (13,11%), 18 649 Romów (8,66%), oraz 4 133 osób innej narodowości (1,92%). www.nsi.bg